# Night Safari
De Night Safari is een dierentuin in Singapore. Het is de eerste dierentuin die alleen 's avonds, van 19.30 tot 0.00 uur, geopend is. 
De Night Safari heeft een oppervlakte van 40 hectare en bevindt zich in het groene hart van de stadstaat aan de randen van het Upper Seletar Reservoir in de planning area Central Water Catchment. De Night Safari werd op 26 mei 1994 geopend en vanaf het begin van het bestaan van de dierentuin profileert de Night Safari zich als The Open Zoo, waar de dieren in natuurgetrouwe verblijven leven en afscheidingen tussen de bezoekers en de dieren zo veel mogelijk verstopt zijn achter rotsen, water of beplanting. De dierentuin ontvangt ongeveer 900.000 bezoekers per jaar.

## Dieren
De Night Safari heeft ongeveer 120 diersoorten in de collectie, waarvan ongeveer 72 procent beschouwd wordt als een bedreigde diersoort. Het merendeel van de dieren is van Aziatische origine. De Night Safari omvat twee delen, een wandelgedeelte en een gedeelte waar de bezoekers met een treintje door heen rijden. In het wandelgedeelte zijn voornamelijk lokale diersoorten uit Singapore zelf en buurland Maleisië te zien. In het andere gedeelte leven naast Aziatische dieren ook enkele soorten uit Afrika en Zuid-Amerika.

### Wandelgedeelte
Het wandelgedeelte is onder te verdelen in drie wandelroutes: de Forest Giants Walking Trail, de Fishing Cat Walking Trail en de Leopard Walking Trail. De eerste twee wandelroutes starten vanaf het plein voorbij de ingang van de Night Safari, terwijl de bezoekers voor de derde wandelroute eerst een halve rit met het treintje moeten maken. De Forest Giants Walking Trail voert langs een aantal zeldzame bomen. Langs de Fishing Cat Walking Trail liggen de verblijven van onder andere de viskat (Prionailurus viverrinus), de kleine panda (Ailurus fulgens), de Maleise muntjak (Muntiacus pleiharicus) en de Gangesgaviaal (Gavialis gangeticus). De Leopard Walking Trail voert de bezoekers langs de verblijven van onder meer de Sri Lanka-panter (Pantera pardus kotiya), de nevelpanter (Neofelis nebulosa), de varkensdas (Arctonyx collaris), het Celebesspookdier (Tarsius spectrum) en de Maleise civetkat (Viverra tangalunga).

### Treingedeelte
Het treingedeelte is onderverdeeld in acht gebieden: Himalayan Foothills, Nepalese River Valley, Indian Forest, Equatorial Africa, Indomalayan Forest, Asian Riverine Forest, South American Pampas en Birmese Hillside. De roofdieren in het treingedeelte zijn door middel van water of rotsen van het treintje afgescheiden, maar hoefdieren kunnen tot vlak bij het treintje komen. Bijzondere diersoorten in dit gedeelte van de Night Safari zijn onder meer het blauwschaap (Pseudois nayaur), het sambarhert (Cervus unicolor), de Indische neushoorn (Rhinoceros unicornis), de gestreepte hyena (Hyaena hyaena), de Aziatische leeuw (Panthera leo persica), het nijlpaard (Hippopotamus amphibius), de algazel (Oryx dammah), het baardzwijn (Sus barbatus), de rode hond (Cuon alpinus), de reuzenmiereneter (Myrmecophaga tridactyla), de gaur (Bos frontalis) en het Birmaans lierhert (Rucervus eldii thamin).

## Singapore Zoo
Naast de Night Safari bevindt zich de Singapore Zoo, die in 1973 werd geopend. Deze dierentuin is net als de Night Safari aangelegd volgens het concept van The Open Zoo.